# Hyllisia shembaganurensis
Hyllisia shembaganurensis är en skalbaggsart som beskrevs av Stefan von Breuning 1982. Hyllisia shembaganurensis ingår i släktet Hyllisia och familjen långhorningar. Inga underarter finns listade i Catalogue of Life.